# Franz von Hatzfeld
Pour les articles homonymes, voir Hatzfeld (homonymie).
Franz von Hatzfeld (né le 13 septembre 1596 au château de Crottorf (de) à Friesenhagen, mort le 30 juillet 1642 à Wurtzbourg) est prince-évêque de Bamberg et de Wurtzbourg.

## Biographie
Franz von Hatzfeld est issu de la famille noble des Hatzfeld, originaire de Hesse. Son père, Sebastian von Hatzfeld-Wildenburg, est conseiller de l'Électorat de Mayence, huissier de justice et juge de l'Eichsfeld, près de Heilbad Heiligenstadt. Sa mère Lucia von Sickingen est la fille de Franz von Sickingen, conseiller du palatinat du Rhin. Franz est leur troisième fils.
Son jeune frère Melchior von Hatzfeldt (de) deviendra un chef militaire éminent de la Guerre de Trente Ans. Ses autres frères, Heinrich Friedrich et Hermann von Hatzfeld (de) se consacreront à la religion.
Son père, luthérien converti au catholicisme, le destine à une carrière ecclésiastique, car les possessions de la famille ne sont pas très riches et n'assurent pas de forts revenus. À dix ans, après que sa mère meurt en couches après la naissance de sa fille du même nom, il intègre le chapitre de Wurtzbourg puis deux ans après, de Bamberg. À trente ans, il devient chanoine et chantre à Bamberg et l'année suivante à Wurtzbourg.
Le 7 août 1631, le chapitre de chanoines de Wurtzbourg l'élit prince-évêque de la ville, réalisant le souhait des autres évêques de Franconie. Il jure la loyauté au pape Urbain VIII et à l'empereur Ferdinand II du Saint-Empire, entretient de bonnes relations avec la Cour de Vienne. Lors de la guerre de Trente Ans, les Suédois occupent Bamberg, Franz von Hatzfeld est contraint de fuir à Cologne. Le chancelier suédois Axel Oxenstierna installe le 20 juin 1633 Bernard de Saxe-Weimar à la tête des deux diocèses qui sont fusionnés en un duché.
À Cologne, se rassemblent les gens de pouvoir expulsés par les Suédois sous le conseil de Ferdinand de Bavière. Durant la réunion avec les archevêques de Cologne, Mayence et de Trèves, les évêques d'Osnabrück, de Worms et de Wurtzbourg, on décide de s'entendre avec le roi Louis XIII de France pour l'engager contre le parti protestant soutenu par la Suède ; Franz von Hatzfeld fait partie de cette mission. Le 24 janvier 1632, il rencontre à Metz le cardinal Richelieu et les dirigeants français. La mission échoue, Hatzfeld n'est plus soutenu par Vienne. Le 4 août 1633, il est élu évêque de Bamberg dans l'enclave de Wolfsberg en Carinthie où il a fui. De Cologne, le prince-évêque encourage la mise en place d'un régiment pour protéger les évêchés de Franconie ; son frère Melchior est chargé du recrutement de mercenaires.
En septembre 1634, les troupes impériales battent les Suédois à la bataille de Nördlingen et libèrent les évêchés. Franz von Hatzfeld revient en novembre 1634 avec les troupes de Philipp von Mansfeld. Il prouve la supercherie du procès des sorcières de Wurtzbourg.
Le 27 mai 1635, les trois frères Hatzfeld contre le conseil des comtes du Saint-Empire. En 1636, l'empereur nomme le prince-évêque pour participer aux négociations de paix avec la Suède, mais elles échouent. À la suite de la Paix de Prague, l'évêque doit tolérer le retour des évangélistes. Il a perdu de son pouvoir, car les Français restent présents en Franconie.
Il meurt à Wurtzbourg d'un accident vasculaire cérébral, quelques années avant la fin de la Guerre de Trente Ans. Quelques années avant, il avait offert les manoirs de Stockheim et de Kronach afin de soutenir des œuvres caritatives comme l'orphelinat de Wurtzbourg.

## Source, notes et références
- (de) Cet article est partiellement ou en totalité issu de l’article de Wikipédia en allemand intitulé « Franz von Hatzfeld » (voir la liste des auteurs).
- Franz-Eugen Volz: Franz von Hatzfeldt-Wildenburg. In: Lebensbilde aus dem Kreis Altenkirchen. Altenkirchen, 1975.
- Reinhard Weber: Würzburg und Bamberg im Dreißigjährigen Krieg. Die Regierungszeit des Bischofs Franz von Hatzfeld 1631–1642. Diss. Würzburg 1979.
- Winfried Romberg: Die Würzburger Bischöfe von 1617 bis 1684 (Germania sacra. Dritte Folge; 4) Berlin u.a. 2011.